# Asura ktimuna
Asura ktimuna är en fjärilsart som beskrevs av Van Eecke 1920. Asura ktimuna ingår i släktet Asura och familjen björnspinnare. Inga underarter finns listade i Catalogue of Life.